# 1964 ve fotografii
Tento článek popisuje významné události roku 1964 ve fotografii.

## Události
- Byla představena první SLR Pentax Spotmatic.

## Ocenění
- World Press Photo – Don McCullin
- Prix Niépce – Jean Garet
- Prix Nadar – André Jammes, Charles Nègre photographe, vyd. André Jammes
- Zlatá medaile Roberta Capy – Horst Faas (The Associated Press), zpravodajství z Vietnamu
- Cena za kulturu Německé fotografické společnosti – Fritz Kempe  a Emil Schulthess
- Pulitzer Prize for Photography – Robert H. Jackson, Dallas Times-Herald, za fotografii Jacka Rubyho zabíjejícího Lee Harveye Oswalda

## Narození v roce 1964

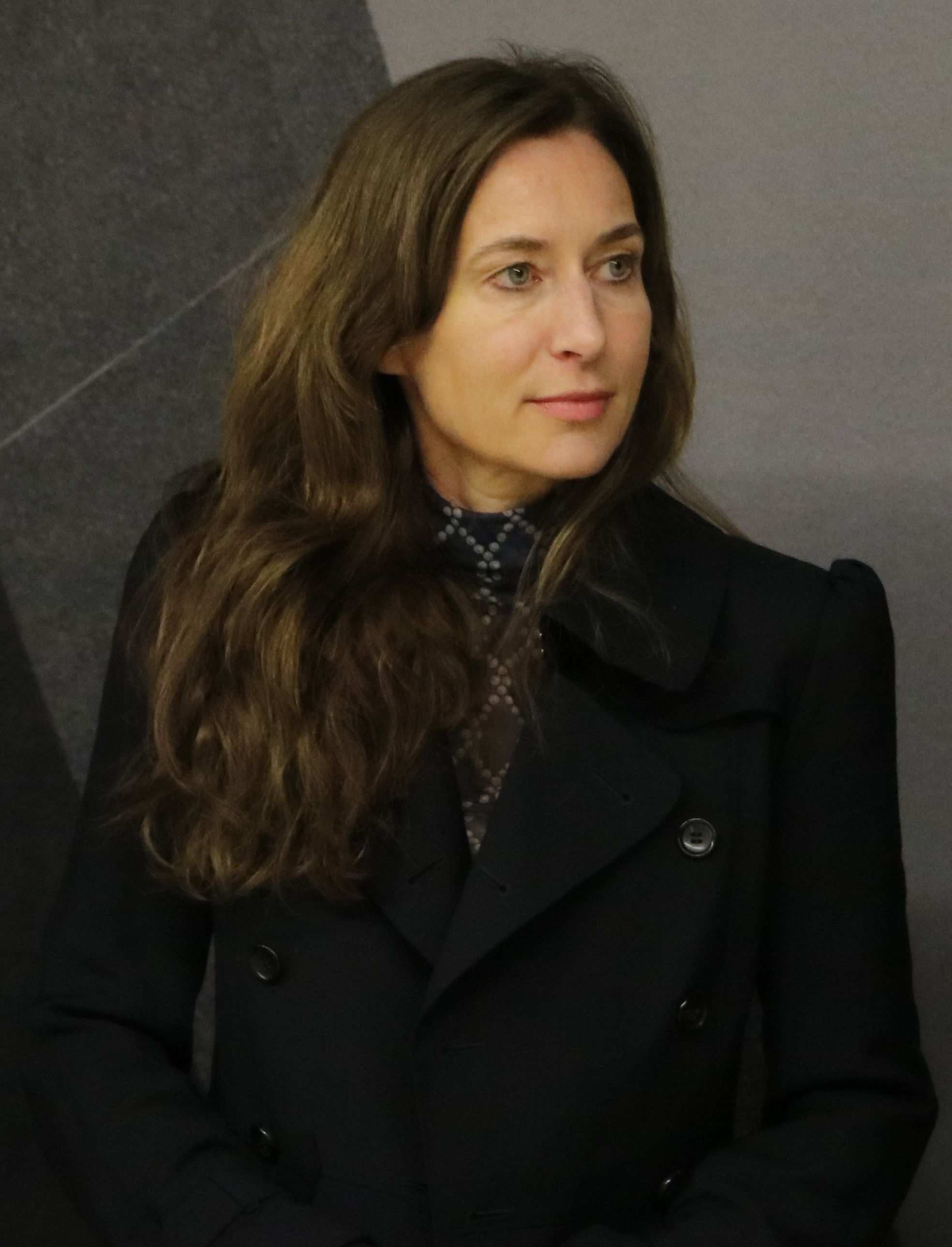
Josephine Meckseperová, německá umělkyně a fotografka aktivní v USA

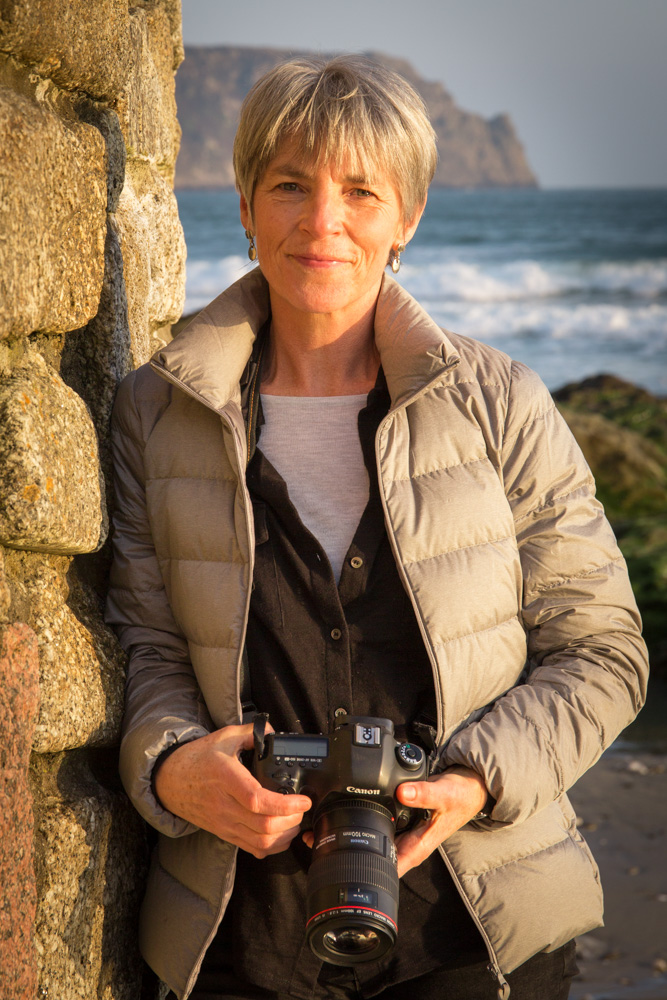
Dne 8. listopadu se narodila Hilary Stocková, britská umělecká fotografka a cestovatelka

- 3. ledna – Bruce LaBruce, kanadský spisovatel, filmař a fotograf
- 5. ledna – Ágnes Bartha, rumunská režisérka, redaktorka a fotografka maďarské televize
- 9. ledna – Radek Mikuláš, český paleontolog, geolog, mykolog, fotograf, spisovatel, horolezec, orientační běžec a bruslař
- 13. ledna – Christiane Slawiková, německá fotografka a spisovatelka, která se specializuje na snímky a náměty koní
- 20. ledna – Jeannette Unite, jihoafrická umělkyně, která sbírala oxidy, kovové soli a zbytky z dolů, kulturních památek a průmyslových areálů, a vyvíjela receptury na barvy, pastely a sklo pro svá velkoformátová umělecká díla reflektující těžební průmysl
- 22. ledna – Ivo Chvátil, výtvarník a fotograf
- 27. ledna – Shahin Shahablou, íránský fotograf († 15. dubna 2020)
- 3. února – Valérie Belinová, francouzská umělecká fotografka, držitelka ceny Prix HSBC pour la photographie
- 8. března – Stéphan Carpiaux, belgický scenárista a fotograf
- 11. března – Paolo Pellegrin, talský fotožurnalista, člen agentury Magnum Photos a držitelem deseti cen World Press Photo
- 29. března – Elle Macphersonová, australská herečka a fotomodelka
- 29. března – Osamu Kanemura,  japonský fotograf, specializuje se na černobílou fotografii městské krajiny
- 12. dubna – Pandora Peaks, americká striptérka a modelka
- 28. dubna – Luce Pelletier, kanadský sochař a fotograf
- 26. května – Ivo Kareš, český knihovník, učitel, fotograf
- 9. června – Carole Bellaïche, francouzská fotografka
- 1. července – Iris Brosch, německá fotografka
- 1. července – Dayo Adedayo, britsko-nigerijský dokumentární fotograf, kulturní antropolog a spisovatel
- 7. července – Berni Searle, jihoafrická umělkyně, pracuje s fotografií, videem a filmem, vytváří instalace příběhů spojené s historií, identitou, pamětí a místem. Její práce, často politicky a společensky angažovaná, čerpá z univerzálních emocí spojených se zranitelností, ztrátou a krásou.
- 15. července – Rodrigo Amado, portugalský muzikant, producent, spisovatel a fotograf
- 30. října – Françoise Poos, lucemburská kurátorka, novinářka a fotografka
- 5. listopadu – Famke Janssenová, nizozemská herečka a modelka
- 8. listopadu – Hilary Stocková, britská umělecká fotografka a cestovatelka
- ? – Birgitta Lundová, dánská fotografka, v roce 2005 získala cenu Prix HSBC pour la photographie
- ? – Rania Matar, libanonská / palestinská / americká dokumentární, portrétní a umělecká fotografka, fotografuje každodenní život žen na Blízkém východě a ve Spojených státech, včetně syrských uprchlíků
- ? – Iké Udé, nigerijsko-americký fotograf, performer, spisovatel a vydavatel se sídlem v New Yorku
- ? – Kacu Naito, japonský fotograf
- ? – Kate Cordsenová, americká fotografka
- ? – Liz Johnson Artur, ghansko-ruská fotografka se sídlem v Londýně
- ? – Natascha Borowsky, německá fotografka
- ? – Lori Blondeau, kanadská fotografka
- ? – Martin Liebscher, německý umělec a fotograf
- ? – Josephine Meckseperová, německá umělkyně a fotografka aktivní v USA

## Úmrtí v roce 1964
- 15. ledna – Eugen Wiškovský, český filolog a fotograf (* 20. září 1888)
- 6. února – Marinus (fotograf), dánský fotograf (* 4. září 1884)
- 12. února – František Xaver Boštík, český básník, spisovatel a fotograf (* 27. října 1883)
- 20. dubna – August Sander, německý fotograf (* 17. listopadu 1876)
- 20. června – Loke Wan Tho, singapurský fotograf (* 14. června 1915)
- 7. července – Ičiró Kodžima, japonský fotograf (* 14. listopadu 1924)
- 24. července – Albert Edwin Roberts, australský fotograf (* 26. února 1878)
- 14. srpna – Jasuzó Nodžima, japonský fotograf (* 12. února 1889)
- 25. srpna – Théo Mey, lucemburský fotograf (* 18. dubna 1912)
- 12. září – Elsa Garmann Andersenová, norská amatérská fotografka aktivní v Bergenském fotografickém klubu na konci 20. let 20. století, krajina, portrét, architektura, pouliční fotografie a zátiší (* 21. listopadu 1891)
- 3. října – Melbourne Spurr, americký fotograf filmových hvězd (* 22. prosince 1888)
- 28. října – Thilly Weissenborn, holandská fotografka (* 22. března 1889)
- 24. listopadu – László Moholy-Nagy, maďarský malíř a fotograf (* 20. července 1895)
- 3. prosince – Ola Cohn, australská fotografka (* 25. dubna 1892)
- 21. prosince – Carl van Vechten, americký spisovatel a fotograf (* 17. června 1880)
- ? – Milton Manaki, balkánský fotograf (* 1882)
- ? – Nikolaj Sviščev-Paola, sovětský fotograf (* 1874)
- ? – Aurel Bauh, rumunský fotograf (* 1900)
- ? – Balbino Sobrado, španělský fotograf (* 1883)
- ? – Jette Bangová, dánská fotografka, autorka velké série fotografií Grónska zachycujících životní styl grónských Inuitů (* 4. února 1914 – 16. února 1964)